# Piano Man (canción)
«Piano Man» es una canción interpretada por el cantante estadounidense Billy Joel, publicada en noviembre de 1973 como el primer sencillo de su álbum homónimo. Narra su propia vida como pianista de poco éxito en un bar y la de varias personas quienes comparten con él sus fracasos.

## Popularidad
Cuando fue lanzada en 1973, el sencillo cayó rápidamente del top 10 de Billboard y aparecía muy raramente en las radios americanas durante los siguientes 3 o 4 años. Sin embargo, después del lanzamiento del álbum "The Stranger" en 1977 y el ascenso de Joel, la canción se convirtió en una de sus más populares, y fue entonces cuando conoció la fama. La canción es además la que más se pide en los conciertos de Joel, en la que suele dejar al público participar como coro. Generalmente suele ser la canción con la que acaba el concierto.
"Piano Man" fue enlistada como la número 421, de la lista de los 500 mejores éxitos de todos los tiempos de la revista Rolling Stone.

### Versiones en español
Se han hecho varias versiones de este tema en español (normalmente como "El hombre del piano"), entre las que destacan:
- La cantante española Ana Belén la interpretó en el año 1980, y la adaptación corrió a cargo de su marido Víctor Manuel. Aunque no se parecía a la versión original, le dio un toque muy melodramático hacia el pianista.
- El grupo venezolano Témpano.
- El grupo mexicano Lira N' Roll (como "El Pianista").
- El cantante argentino Guillermo Guido.
- El grupo español Stafas

### Listas de popularidad
| Lista (1973-1974)                            | Máxima posición |
| -------------------------------------------- | --------------- |
| Australian Singles Chart                     | 20              |
| Canadian Singles Chart                       | 10              |
| U.S. Billboard Hot 100                       | 25              |
| U.S. Billboard Hot Adult Contemporary Tracks | 4               |

## Listado de canciones
| Sencillo de 7 pulgadas |                  |          |  |
| N.º                    | Título           | Duración |  |
| 1.                     | «Piano Man»      | 4:38     |  |
| 2.                     | «You're My Home» | 3:08     |  |

| Sencillo de 7 pulgadas (segundo lanzamiento, 1973) |                   |          |  |
| N.º                                                | Título            | Duración |  |
| 1.                                                 | «Piano Man»       |          |  |
| 2.                                                 | «The Entertainer» |          |  |